# George Innocent
George Innocent (* 13. Mai 1885 in London; † 4. April 1957 ebenda) war ein britischer Schwimmer.
Innocent war zweifacher Olympiateilnehmer. Bei den Olympischen Spielen 1908 im heimischen London schied er im Wettbewerb über 100 Meter Freistil im Vorlauf aus.
Vier Jahre später bei den Sommerspielen in Stockholm wurde er zunächst über 200 Meter Brust im Vorlauf disqualifiziert, später zog er über 400 Meter Brust in das Halbfinale ein. 